# Rio Borăscu (Lăpuşnicul Mic)
O Rio Borăscu é um rio da Romênia afluente do Rio Lăpuşnicul Mic, localizado no distrito de Hunedoara.